# Anarko
Anarko (fra græsk: an archos = uden hersker) er et præfiks til navneord, som en anarkist kan bruge for at lægge specifik vægt på sin anarkistiske overbevisning indenfor et bestemt område, ideologisk eller aktivistisk, som vedkommende ser sig som en del af. Det kunne være ideologier (og dertilhørende aktivistiske bevægelser) som f.eks. kommunisme, syndikalisme mv. Dermed ville betegnelsen for ideologierne være hhv. anarko-kommunisme og anarko-syndikalisme.
Særligt i den feministiske bevægelse har der været en tendens til at opfatte anarko som udpræget maskulint eller mandligt, selvom det dog grammatisk set er tvivlsomt (ville principielt kun kunne accepteres grammatisk, hvis man med anarka ville understrege at anarkismen ikke kun vender sig mod mandlige herskere, men også herskerinder). Ikke desto mindre har de dog fundet på et andet præfiks, som nogle indenfor bevægelsen mener er mere feminint eller kvindeligt, nemlig anarka. Således vil en anarkistisk præget feminisme hedde anarka-feminisme. Bemærkelsværdigt er det, at betegnelsen ikke beskriver personens køn, men faktisk kun bruges til den feministiske bevægelse. 
Betegnelsen har endvidere ikke været til diskussion i den anarkistiske bevægelse og har vundet stort indpas.